# Porsche Tennis Grand Prix
Porsche Tennis Grand Prix je profesionální tenisový turnaj ženského okruhu WTA Tour v kategorii WTA 500, hraný na krytých antukových dvorcích Porsche-Areny v německém Stuttgartu. Založen byl v roce 1978 ve Filderstadtu, kde probíhal do sezóny 2005 na tvrdém povrchu stadionu Tennis Sporthalle.
Jedná se o nejstarší halový tenisový turnaj žen v Evropě a do zařazení Rouen Open na okruh v roce 2024 jediný hraný na halové antuce. Kapacita centrálního dvorce činí 4 400 diváků. Ženská tenisová asociace jej vyhlásila nejlepším turnajem v kategorii Premier v letech 2007, 2008, 2010–2012, 2014–2017 a 2019.
Vítězka dvouhry získává vyjma finanční odměny sportovní vůz generálního partnera automobilky Porsche a šampionky čtyřhry horská kola stejné značky. V roce 2025 si lotyšská šampionka Jeļena Ostapenková odvezla crossover SUV Porsche Macan Turbo.

## Historie
Turnaj Porsche Tennis Grand Prix vznikl ve Filderstadtu, ležícím jižně od Stuttgartu, kde se odehrával v letech 1978–2005. Probíhal na stadionu Tennis Sporthalle, v němž byl položen tvrdý povrch. Zakladatelem se stal obchodník Dieter Fischer, jenž v roce 1977 uspořádal ve Filderstadtu dvoudenní mužskou exhibici k otevření vlastního tenisového centra. Po neúspěšné snaze založit mužskou profesionální událost v roce 1978 získal od Ženské tenisové asociace za 100 tisíc dolarů licenci na organizaci ženského turnaje, jehož první ročník proběhl v říjnu 1978. Roku 2002 Fischer odprodal licenci automobilce Porsche, která působila v roli generálního partnera již od premiérového ročníku.

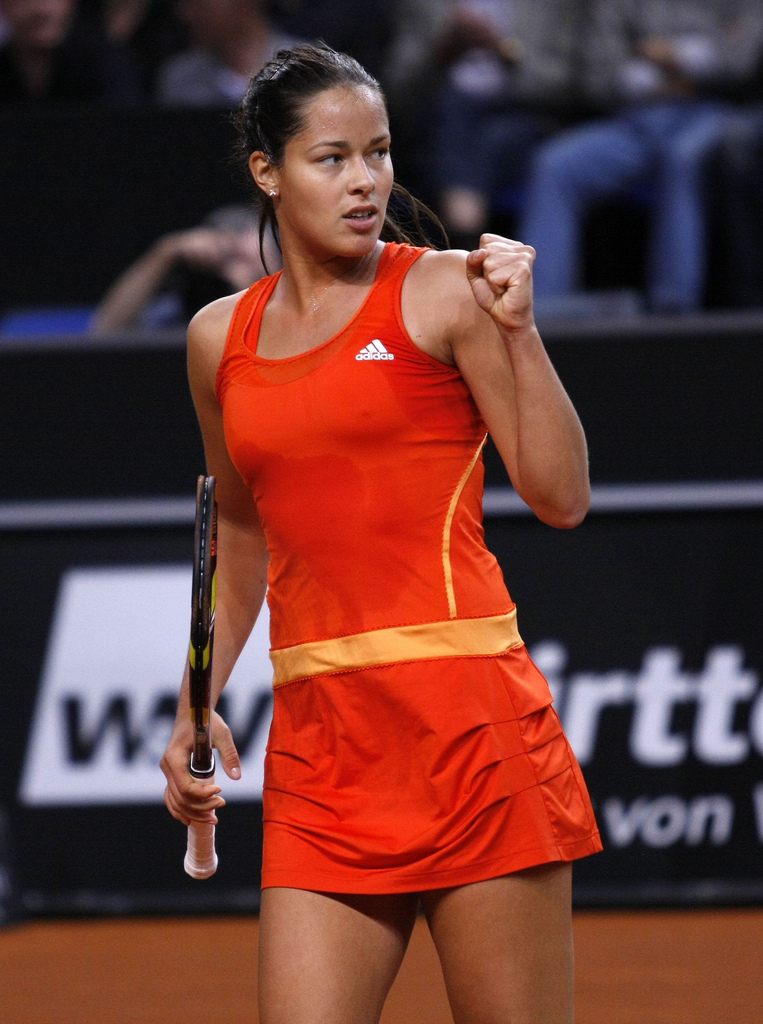
Ana Ivanovićová, finalistka ročníku 2014

V roce 2006 se turnaj přestěhoval do stuttgartské Porsche-Areny a od sezóny 2009 se povrchem stala antuka. Zároveň se změnou povrchu byl z podzimní části sezóny přesunut do dubna, s cílem zahrnout turnaj do přípravy na pařížský grandslam French Open. Z Francie byla dovezena antuka stejných parametrů jako v areálu Rolanda Garrose, o zrnitosti 0,1 mm.
Od roku 1990 turnaj patřil do kategorie Tier II. Žádost o povýšení do úrovně Tier I byla ze strany WTA zamítnuta pro nedostatečnou kapacitu centrálního dvorce o 3 tisících místech. V rámci reformy kategorií došlo od sezóny 2009 k jeho zařazení do nově vzniklé WTA Premier 700, již v roce 2021 nahradila kategorie WTA 500. Spolu s Ženskou tenisovou asociací se spoluorganizátorem stala automobilka Porsche.
Porsche Tennis Grand Prix představuje nejstarší ženský halový turnaj v Evropě a první, jenž v roce 2009 začal probíhat na krytých antukových dvorcích. Po dohrání BNP Paribas Katowice Open 2013 zůstal jedinou takovou událostí konanou na ženském okruhu WTA do roku 2024, kdy se součástí okruhu stal Rouen Open. Do dvouhry nastupuje dvacet osm hráček a čtyřhry se účastní šestnáct párů. Úvodní ročník v roce 1978 vyhrála 15letá americká juniorka Tracy Austinová, oblíbenkyně publika, jež triumfovala ve třech dalších letech. Do Stuttgartu pak přicestovala v roce 2017 při příležitosti 40. výročí. Svůj první zápas v profesionálním tenisu odehrála ve Filderstadtu roku 1982 tehdy 13letá Steffi Grafová, jež v úvodním kole podlehla čtyřnásobné obhájkyni Austinové. 

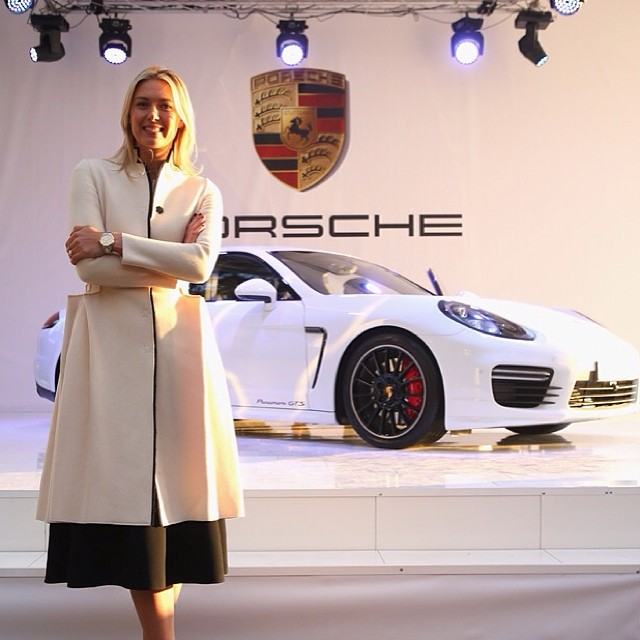
Maria Šarapovová si v letech 2012–2014 s tituly odvezla i tradiční cenu, vůz Porsche

Nejvíce singlových titulů získala bývalá světová jednička Martina Navrátilová, když mezi roky 1982 a 1992 vyhrála šestkrát. Kromě toho získala osm deblových triumfů. Čtyř vítězství, kromě Austinové, dosáhla také Švýcarka Martina Hingisová. Tři výhry zaznamenaly americká tenistka Lindsay Davenportová a Ruska Maria Šarapovová, jež v letech 2012–2014 získala hattrick. Šarapovová se pak v dubnu 2017 ve Stuttgartu vrátila do profesionálního tenisu po 15měsíčním dopingovém trestu. První českou singlovou šampionkou se v roce 2018 stala Karolína Plíšková a následující ročník 2019 vyhrála její krajanka Petra Kvitová. V sezóně 2020 se nehrálo kvůli pandemii covidu-19. Ročník 2021 ovládla Australanka Ashleigh Bartyová, která se stala první vítěznou světovou jedničkou od vítězství Justine Heninové v roce 2007. S Američankou Jennifer Bradyovou navíc vyhrála i čtyřhru, což se naposledy před ní podařilo Lindsay Davenportové v roce 2001.
Dvě finále v řadě odehrály pouze tři dvojice hráček. Poprvé v letech 1987 a 1988 vyhrála Navrátilová nad Evertovou, podruhé v ročnících 2004 a 2005 Davenportová nad Mauresmovou a potřetí v sezónách 2022 a 2023 Świąteková nad Sabalenkovou. Jejich závěrečný duel z roku 2023 byl prvním finálem mezi světovou jedničkou a dvojkou od Australian Open 2018 a na antuce pak od French Open 2013. 
Vítězná Lotyška Jeļena Ostapenková porazila v roce 2025 jako první hráčka během jediného ročníku světovou jedničku i dvojku. Ve čtvrtfinále zdolala druhou Świątekovou a ve finále první Sabalenkovou, která se stala první čtyřnásobnou poraženou finalistkou turnaje. Z pozice 24. ženy klasifikace se Ostapenková stala druhou nejníže postavenou přemožitelkou jedničky i dvojky na jediném turnaji od zavedení žebříčku WTA v roce 1975, po Krejčíkové v Dubaji 2023.

## Přehled finále

### Dvouhra
| Rok  | vítěz                             | finalista                         | výsledek                          |
| ---- | --------------------------------- | --------------------------------- | --------------------------------- |
| 1978 | Tracy Austinová                   | Betty Stöveová                    | 6–3, 6–3                          |
| 1979 | Tracy Austinová (2)               | Martina Navrátilová               | 6–3, 6–2                          |
| 1980 | Tracy Austinová (3)               | Sherry Ackerová                   | 6–2, 7–5                          |
| 1981 | Tracy Austinová (4)               | Martina Navrátilová               | 4–6, 6–3, 6–4                     |
| 1982 | Martina Navrátilová               | Tracy Austinová                   | 6–3, 6–3                          |
| 1983 | Martina Navrátilová (2)           | Catherine Tanvierová              | 6–1, 6–2                          |
| 1984 | Catarina Lindqvistová             | Steffi Grafová                    | 6–1, 6–4                          |
| 1985 | Pam Shriverová                    | Catarina Lindqvistová             | 6–1, 7–5                          |
| 1986 | Martina Navrátilová (3)           | Hana Mandlíková                   | 6–2, 6–3                          |
| 1987 | Martina Navrátilová (4)           | Chris Evertová                    | 7–5, 6–1                          |
| 1988 | Martina Navrátilová (5)           | Chris Evertová                    | 6–2, 6–3                          |
| 1989 | Gabriela Sabatini                 | Mary Joe Fernandezová             | 7–6(7–5), 6–4                     |
| 1990 | Mary Joe Fernandezová             | Barbara Paulusová                 | 6–1, 6–3                          |
| 1991 | Anke Huberová                     | Martina Navrátilová               | 2–6, 6–2, 7–6(7–4)                |
| 1992 | Martina Navrátilová (6)           | Gabriela Sabatini                 | 7–6(7–1), 6–3                     |
| 1993 | Mary Pierceová                    | Nataša Zverevová                  | 6–3, 6–3                          |
| 1994 | Anke Huberová (2)                 | Mary Pierceová                    | 6–4, 6–2                          |
| 1995 | Iva Majoliová                     | Gabriela Sabatini                 | 6–4, 7–6(7–4)                     |
| 1996 | Martina Hingisová                 | Anke Huberová                     | 6–2, 3–6, 6–3                     |
| 1997 | Martina Hingisová (2)             | Lisa Raymondová                   | 6–4, 6–2                          |
| 1998 | Sandrine Testudová                | Lindsay Davenportová              | 7–5, 6–3                          |
| 1999 | Martina Hingisová (3)             | Mary Pierceová                    | 6–4, 6–1                          |
| 2000 | Martina Hingisová (4)             | Kim Clijstersová                  | 6–0, 6–3                          |
| 2001 | Lindsay Davenportová              | Justine Heninová                  | 7–5, 6–4                          |
| 2002 | Kim Clijstersová                  | Daniela Hantuchová                | 4–6, 6–3, 6–4                     |
| 2003 | Kim Clijstersová (2)              | Justine Heninová                  | 5–7, 6–4, 6–2                     |
| 2004 | Lindsay Davenportová (2)          | Amélie Mauresmová                 | 6–2skreč                          |
| 2005 | Lindsay Davenportová (3)          | Amélie Mauresmová                 | 6–2, 6–4                          |
| 2006 | Naděžda Petrovová                 | Taťána Golovinová                 | 6–3, 7–6(7–4)                     |
| 2007 | Justine Heninová                  | Taťána Golovinová                 | 2–6, 6–2, 6–1                     |
| 2008 | Jelena Jankovićová                | Naděžda Petrovová                 | 6–4, 6–3                          |
| 2009 | Světlana Kuzněcovová              | Dinara Safinová                   | 6–4, 6–3                          |
| 2010 | Justine Heninová (2)              | Samantha Stosurová                | 6–4, 2–6, 6–1                     |
| 2011 | Julia Görgesová                   | Caroline Wozniacká                | 7–6(7–3), 6–3                     |
| 2012 | Maria Šarapovová                  | Viktoria Azarenková               | 6–1, 6–4                          |
| 2013 | Maria Šarapovová (2)              | Li Na                             | 6–4, 6–3                          |
| 2014 | Maria Šarapovová (3)              | Ana Ivanovićová                   | 3–6, 6–4, 6–1                     |
| 2015 | Angelique Kerberová               | Caroline Wozniacká                | 3–6, 6–1, 7–5                     |
| 2016 | Angelique Kerberová (2)           | Laura Siegemundová                | 6–4, 6–0                          |
| 2017 | Laura Siegemundová                | Kristina Mladenovicová            | 6–1, 2–6, 7–6(7–5)                |
| 2018 | Karolína Plíšková                 | Coco Vandewegheová                | 7–6(7–2), 6–4                     |
| 2019 | Petra Kvitová                     | Anett Kontaveitová                | 6–3, 7–6(7–2)                     |
| 2020 | zrušeno kvůli pandemii koronaviru | zrušeno kvůli pandemii koronaviru | zrušeno kvůli pandemii koronaviru |
| 2021 | Ashleigh Bartyová                 | Aryna Sabalenková                 | 3–6, 6–0, 6–3                     |
| 2022 | Iga Świąteková                    | Aryna Sabalenková                 | 6–2, 6–2                          |
| 2023 | Iga Świąteková (2)                | Aryna Sabalenková                 | 6–3, 6–4                          |
| 2024 | Jelena Rybakinová                 | Marta Kosťuková                   | 6–2, 6–2                          |
| 2025 | Jeļena Ostapenková                | Aryna Sabalenková                 | 6–4, 6–1                          |

### Čtyřhra
| Rok  | vítězky                                         | finalistky                                           | výsledek                          |
| ---- | ----------------------------------------------- | ---------------------------------------------------- | --------------------------------- |
| 1978 | Tracy Austinová Betty Stöveová                  | Mima Jaušovecová Virginia Ruziciová                  | 6–3, 6–3                          |
| 1979 | Billie Jean Kingová Martina Navrátilová         | Betty Stöveová Wendy Turnbullová                     | 6–3, 6–3                          |
| 1980 | Hana Mandlíková Betty Stöveová (2)              | Kathy Jordanová Anne Smithová                        | 6–4, 7–5                          |
| 1981 | Mima Jaušovecová Martina Navrátilová (2)        | Barbara Potterová Anne Smithová                      | 6–4, 6–1                          |
| 1982 | Martina Navrátilová (3) Pam Shriverová          | Candy Reynoldsová Anne Smithová                      | 6–2, 6–3                          |
| 1983 | Martina Navrátilová (4) Candy Reynoldsová       | Virginia Ruziciová Catherine Tanvierová              | 6–2, 6–1                          |
| 1984 | Claudia Kohde-Kilschová Helena Suková           | Bettina Bungeová Eva Pfaffová                        | 6–2, 4–6, 6–3                     |
| 1985 | Hana Mandlíková Pam Shriverová (2)              | Carina Karlssonová Tine Scheuer-Larsenová            | 6–2, 6–1                          |
| 1986 | Martina Navrátilová (5) Pam Shriverová (3)      | Zina Garrisonová Gabriela Sabatini                   | 7–6(7–5), 6–4                     |
| 1987 | Martina Navrátilová (6) Pam Shriverová (4)      | Zina Garrisonová Lori McNeilová                      | 6–1, 6–2                          |
| 1988 | Martina Navrátilová (7) Iwona Kuczyńská         | Elna Reinachová Raffaella Reggiová                   | 6–1, 6–4                          |
| 1989 | Gigi Fernándezová Robin Whiteová                | Elna Reinachová Raffaella Reggiová                   | 6–4, 7–6(7–2)                     |
| 1990 | Mary Joe Fernandezová Zina Garrisonová          | Mercedes Pazová Arantxa Sánchez Vicariová            | 7–5, 6–3                          |
| 1991 | Martina Navrátilová (8) Jana Novotná            | Pam Shriverová Nataša Zverevová                      | 6–2, 5–7, 6–4                     |
| 1992 | Arantxa Sánchez Vicariová Helena Suková (2)     | Pam Shriverová Nataša Zverevová                      | 6–4, 7–5                          |
| 1993 | Gigi Fernándezová (2) Nataša Zverevová          | Patty Fendicková Martina Navrátilová                 | 7–6(8–6), 6–4                     |
| 1994 | Gigi Fernándezová (3) Nataša Zverevová (2)      | Manon Bollegrafová Larisa Savčenko Neilandová        | 7–6(7–5), 6–4                     |
| 1995 | Gigi Fernándezová (4) Nataša Zverevová (3)      | Meredith McGrathová Larisa Savčenko Neilandová       | 5–7, 6–1, 6–4                     |
| 1996 | Nicole Arendtová Jana Novotná (2)               | Martina Hingisová Helena Suková                      | 6–2, 6–3                          |
| 1997 | Martina Hingisová Arantxa Sánchez Vicariová (2) | Lindsay Davenportová Jana Novotná                    | 7–6(7–4), 3–6, 7–6(7–3)           |
| 1998 | Lindsay Davenportová Nataša Zverevová (4)       | Anna Kurnikovová Arantxa Sánchez Vicariová           | 6–4, 6–2                          |
| 1999 | Chanda Rubinová Sandrine Testudová              | Larisa Savčenko Neilandová Arantxa Sánchez Vicariová | 6–3, 6–4                          |
| 2000 | Martina Hingisová (2) Anna Kurnikovová          | Arantxa Sánchez Vicariová Barbara Schettová          | 6–4, 6–2                          |
| 2001 | Lindsay Davenportová (2) Lisa Raymondová        | Justine Heninová Meghann Shaughnessyová              | 6–4, 6–7(4–7), 7–5                |
| 2002 | Lindsay Davenportová (3) Lisa Raymondová (2)    | Meghann Shaughnessyová Paola Suárezová               | 6–2, 6–4                          |
| 2003 | Lisa Raymondová (3) Rennae Stubbsová            | Cara Blacková Martina Navrátilová                    | 6–2, 6–4                          |
| 2004 | Cara Blacková Rennae Stubbsová (2)              | Anna-Lena Grönefeldová Julia Schruffová              | 6–3, 6–2                          |
| 2005 | Daniela Hantuchová Anastasija Myskinová         | Květa Hrdličková Francesca Schiavoneová              | 6–0, 3–6, 7–5                     |
| 2006 | Lisa Raymondová (4) Samantha Stosurová          | Cara Blacková Rennae Stubbsová                       | 6–3, 6–4                          |
| 2007 | Květa Peschkeová Rennae Stubbsová (3)           | Čan Jung-žan Dinara Safinová                         | 6–7(5–7), 7–6(7–4), [10–2]        |
| 2008 | Anna-Lena Grönefeldová Patty Schnyderová        | Květa Peschkeová Rennae Stubbsová                    | 6–2, 6–4                          |
| 2009 | Bethanie Mattek-Sandsová Naděžda Petrovová      | Gisela Dulková Flavia Pennettaová                    | 5–7, 6–3, [10–7]                  |
| 2010 | Gisela Dulková Flavia Pennettaová               | Květa Peschkeová Katarina Srebotniková               | 3–6, 7–6(7–3), [10–5]             |
| 2011 | Sabine Lisická Samantha Stosurová (2)           | Kristina Barroisová Jasmin Wöhrová                   | 6–1, 7–6(7–5)                     |
| 2012 | Iveta Benešová Barbora Záhlavová-Strýcová       | Julia Görgesová Anna-Lena Grönefeldová               | 6–4, 7–5                          |
| 2013 | Mona Barthelová Sabine Lisická (2)              | Bethanie Mattek-Sandsová Sania Mirzaová              | 6–4, 7–5                          |
| 2014 | Sara Erraniová Roberta Vinciová                 | Cara Blacková Sania Mirzaová                         | 6–2, 6–3                          |
| 2015 | Bethanie Mattek-Sandsová (2) Lucie Šafářová     | Caroline Garciaová Katarina Srebotniková             | 6–4, 6–3                          |
| 2016 | Caroline Garciaová Kristina Mladenovicová       | Martina Hingisová Sania Mirzaová                     | 2–6, 6–1, [10–6]                  |
| 2017 | Raquel Atawová Jeļena Ostapenková               | Abigail Spearsová Katarina Srebotniková              | 6–4, 6–4                          |
| 2018 | Raquel Atawová (2) Anna-Lena Grönefeldová (2)   | Nicole Melicharová Květa Peschkeová                  | 6–4, 6–7(5–7), [10–5]             |
| 2019 | Mona Barthelová Anna-Lena Friedsamová           | Anastasija Pavljučenkovová Lucie Šafářová            | 2–6, 6–3, [10–6]                  |
| 2020 | zrušeno kvůli pandemii koronaviru               | zrušeno kvůli pandemii koronaviru                    | zrušeno kvůli pandemii koronaviru |
| 2021 | Ashleigh Bartyová Jennifer Bradyová             | Desirae Krawczyková Bethanie Mattek-Sandsová         | 6–4, 5–7, [10–5]                  |
| 2022 | Desirae Krawczyková Demi Schuursová             | Coco Gauffová Čang Šuaj                              | 6–3, 6–4                          |
| 2023 | Desirae Krawczyková (2) Demi Schuursová (2)     | Nicole Melicharová-Martinezová Giuliana Olmosová     | 6–4, 6–1                          |
| 2024 | Čan Chao-čching Veronika Kuděrmetovová          | Ulrikke Eikeriová Ingrid Neelová                     | 4–6, 6–3, [10–2]                  |
| 2025 | Gabriela Dabrowská Erin Routliffeová            | Jekatěrina Alexandrovová Čang Šuaj                   | 6–3, 6–3                          |

## Rekordy
| Dvouhra                  | Dvouhra          | Dvouhra                                              |
| Rekord                   | Rekord           | držitelky rekordu                                    |
| ------------------------ | ---------------- | ---------------------------------------------------- |
| Nejvíce titulů           | 6                | Martina Navrátilová                                  |
| Nejvíce titulů v řadě    | 3                | Tracy Austinová Martina Navrátilová Maria Šarapovová |
| Nejvíce finále           | 9                | Martina Navrátilová                                  |
| Nejvíce vyhraných zápasů | 46               | Martina Navrátilová                                  |
| Nejstarší singlistka     | 37 let a 336 dnů | Martina Navrátilová (1994)                           |
| Nejmladší singlistka     | 13 let a 132 dnů | Steffi Grafová (1982)                                |
| Kvalifikantky ve finále  | 1                | Laura Siegemundová (2016)                            |
| Vítězky na divokou kartu | 2                | Justine Heninová (2010) Laura Siegemundová (2017)    |
| Nejdelší zápas           | 3 hod a 24 min   | Šarapovová vs. Šafářová, 7–6, 6–7, 7–6 (2014)        |

## Galerie

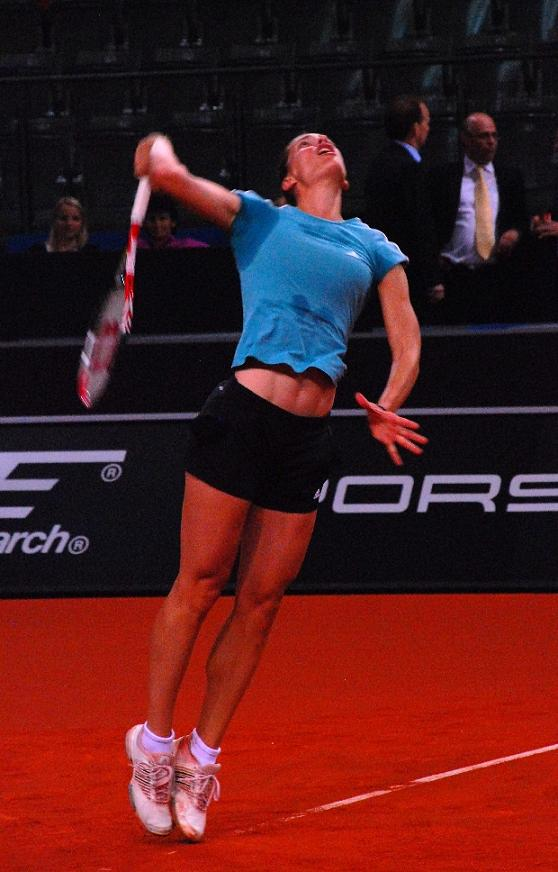
Andrea Petkovicová, 2010
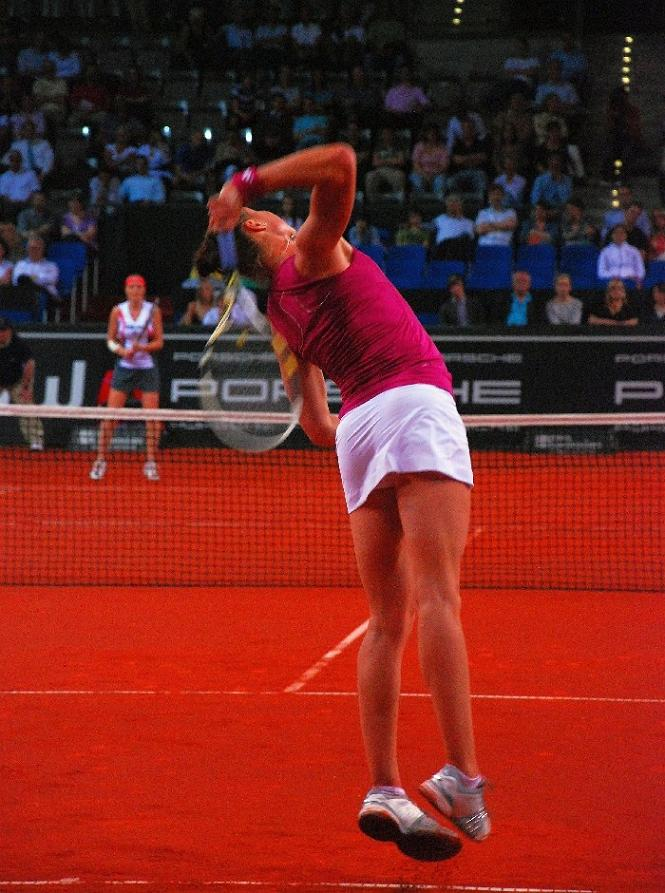
Dinara Safinová, 2010
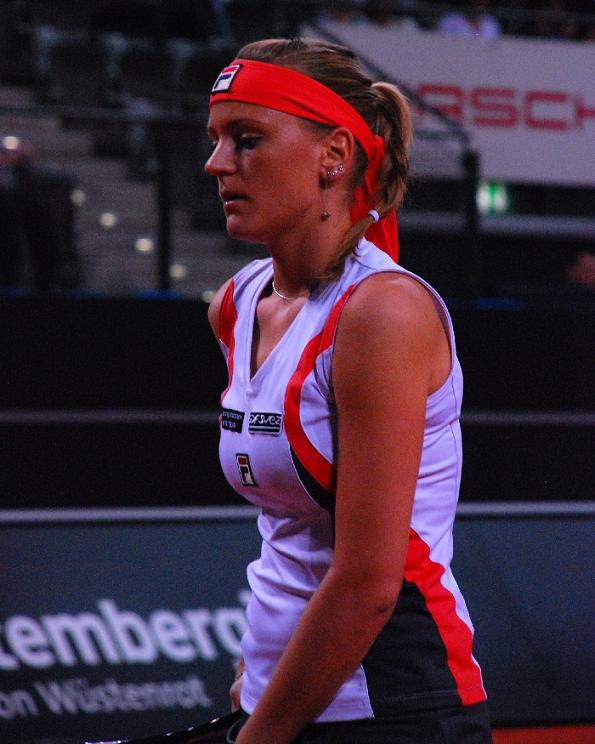
Ágnes Szávayová, 2010
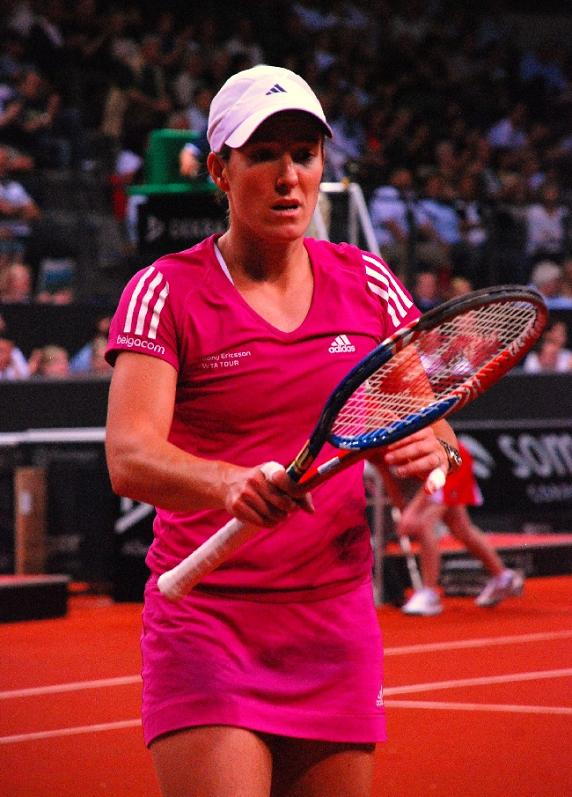
Justine Heninová, 2010
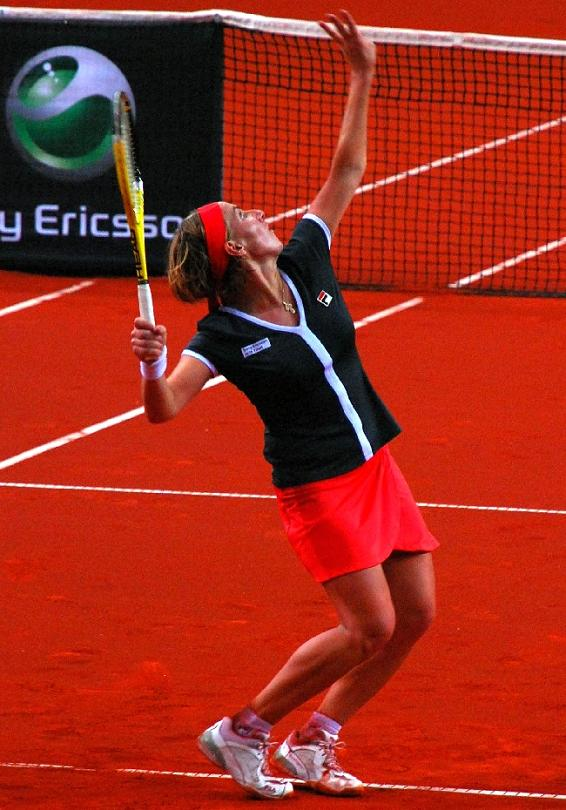
Světlana Kuzněcovová, 2010